# Gremi
Gremi (in georgiano გრემი?) è un complesso architettonico costituito da una fortezza e una chiesa risalenti al XVI secolo nella regione storica georgiana della Cachezia e sono tutto ciò che rimane della omonima città di Gremi. Il complesso architettonico si trova a est del paese omonimo nella municipalità di Q'vareli, a 175 km da Tbilisi, capitale della Georgia.

## Storia
La città di Gremi era la capitale del Regno di Cachezia nei secoli XVI e XVII. Fondata da Leone di Cachezia, fu la residenza reale e una vivace città commerciale della Via della Seta, finché l'esercito dello Shah Abbas I non la rase al suolo nel 1615. Da allora la città non ritrovò più l'antico splendore e alla metà del XVII secolo i re di Cachezia trasferirono la capitale a Telavi.
La città aveva presumibilmente una superficie di 40 ettari e si divideva in tre parti principali: la Chiesa degli Arcangeli, la residenza reale e il quartiere commerciale. A. Mamulashvili e P. Zakharija hanno svolto ricerche archeologiche sistematiche negli anni dal 1939 al 1949 e dal 1963 al 1967.

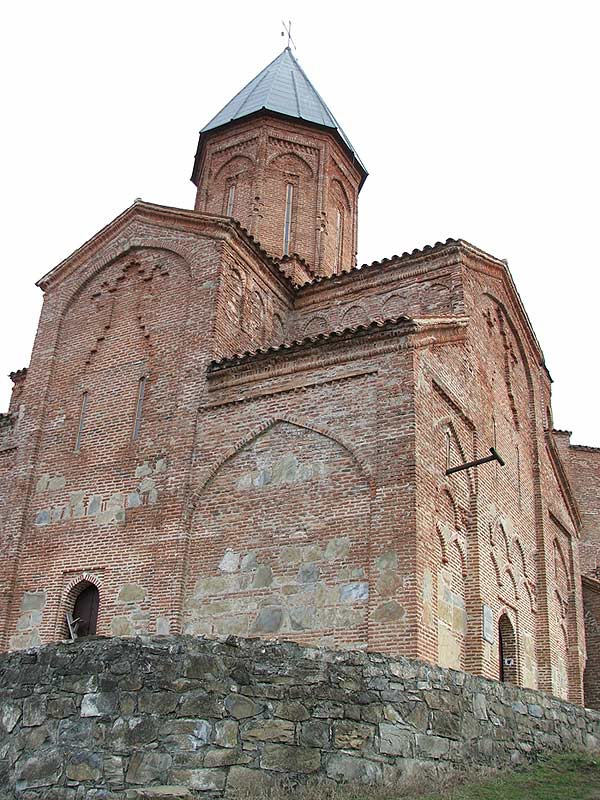
Chiesa degli Arcangeli Michele e Gabriele nella fortezza di Gremi

Nel 2007 i monumenti di Gremi sono stati proposti per l'inclusione nella lista dei Patrimoni dell'umanità dell'UNESCO.

## Architettura

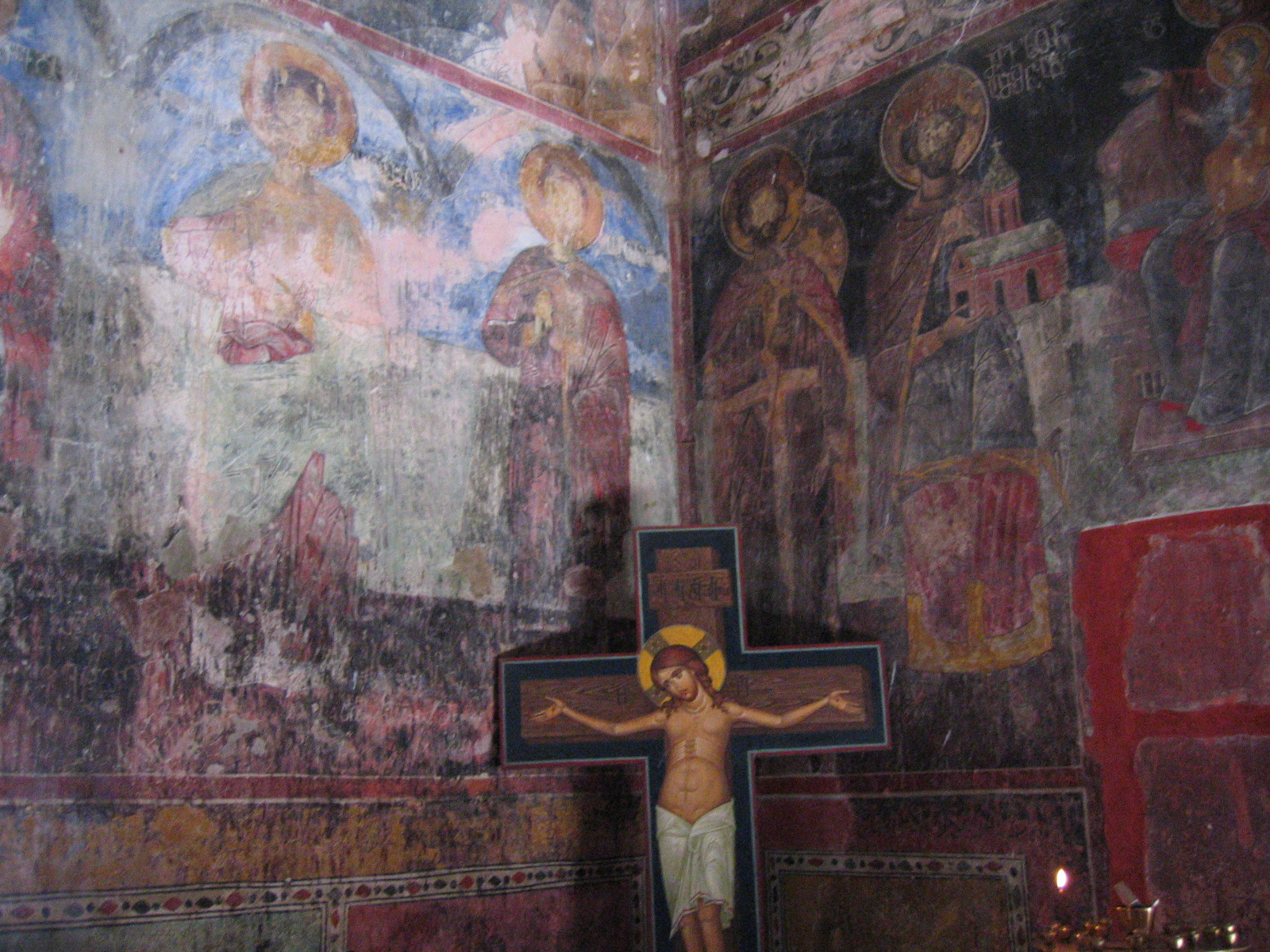
Chiesa degli Arcangeli Michele e Gabriele nella fortezza di Gremi, affresco interno

Il complesso della Chiesa degli Arcangeli è situato su una collina ed è composto dalla stessa Chiesa dell'Arcangelo Michele e dell'Arcangelo Gabriele, dal campanile, da un palazzo di tre piani e dalla cantina (marani). Il complesso è delimitato da un muro con torri e feritoie. Si sono conservati i resti di un passaggio segreto sotterraneo che portava al fiume.
La Chiesa degli Arcangeli fu costruita per ordine del re Leone di Cachezia nel 1565 e affrescata 1577. È un tempio in pietra, dalla cupola a crociera. La tradizionale muratura georgiana fa propri, reinterpretandoli con lo stile locale, i gusti architettonici iraniani. L'edificio ha tre ingressi: quello principale a ovest e gli altri due, laterali, a nord e a sud. La cupola del tempio poggia sugli angoli dell'abside dell'altare e su due colonne di sostegno. Il tamburo della cupola ha una fascia arcuata e otto finestrine. La facciata è divisa in tre sezioni ad arco.
Nel campanile della chiesa sono esposti alcuni reperti archeologici e un cannone del XVI. Le pareti sono decorate da una serie di ritratti dei re di Cachezia dipinti dal pittore georgiano contemporaneo Levan Čogoshvili (1985).